# Vladimir Ostarčević
Vladimir Ostarčević (22. travnja 1982.) je bivši hrvatski rukometaš čiji je posljednji klub bio Rukometni klub KTC Križevci.
Za seniorsku reprezentaciju igrao je na Mediteranskim igrama 2005. godine.